# 德本漢姆

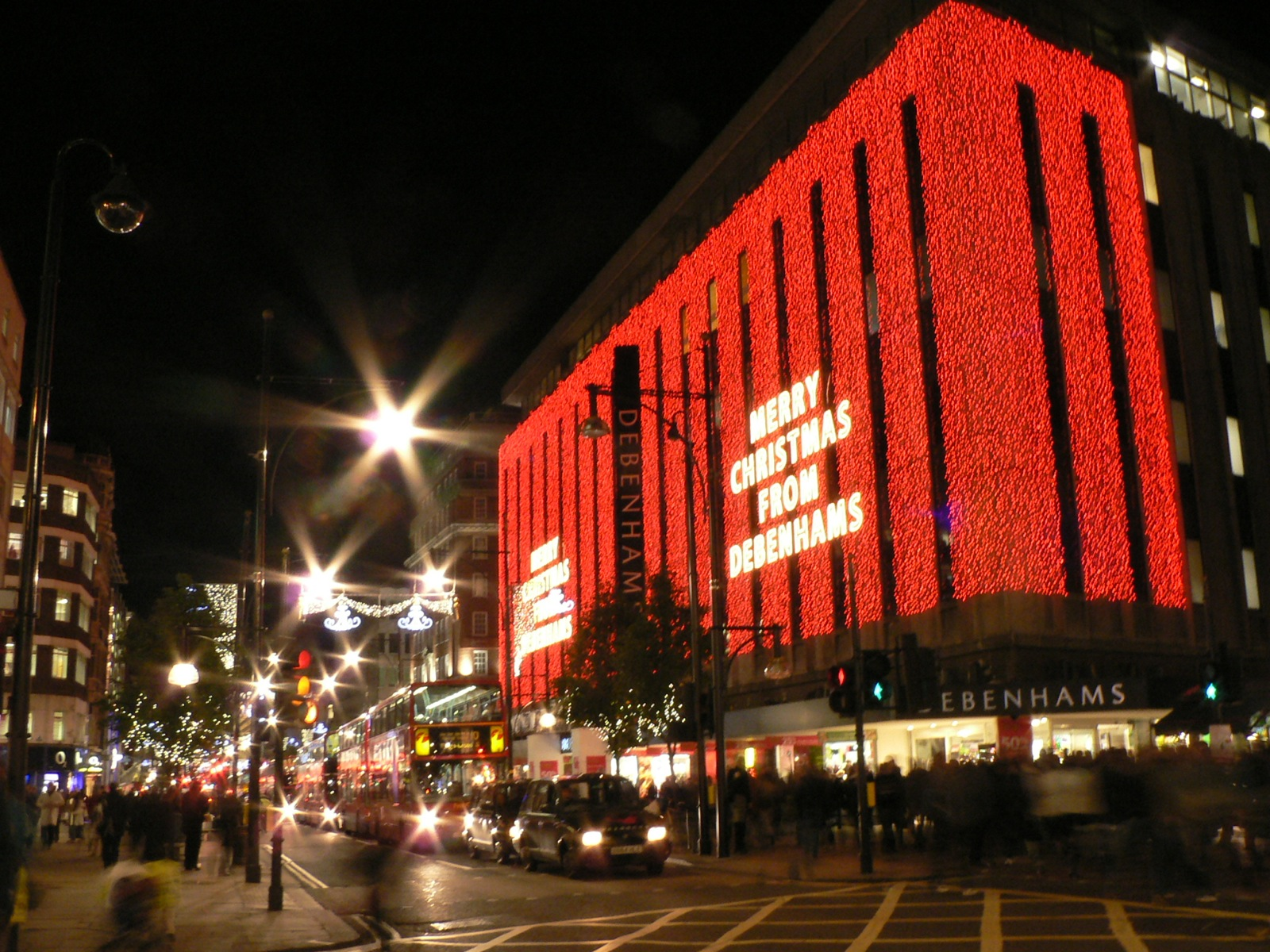
位於倫敦牛津街的德本漢姆旗艦店

德本漢姆公司（Debenhams plc）是英國的一家企業，主要經營百貨店，現在在英國、愛爾蘭、丹麥開設有178家店鋪。德本漢姆主要銷售服裝、家具用品和家具。德本漢姆的總部位於康登倫敦自治市的攝政宮，是倫敦證券交易所的上市公司，創業於1778年。2020年12月1日，德本汉姆进入破产清算阶段。
2021年1月25日，線上零售商Boohoo以5500萬英鎊收購德本漢姆品牌及網站，但德本漢姆所有的實體店都將被永久關閉，預計將損失12,000個工作崗位。

## 外部連結
- 官方网站
- Corporate website （页面存档备份，存于）